# Giovanni Vinci
Fabian Aichner (Falzes, 21 de julho de 1990) é um lutador profissional italiano. Ele é mais conhecido por sua passagem na WWE, onde se apresentou sob o nome de ringue Giovanni Vinci.
Aichner assinou com a WWE em 2017 e integrou o grupo Imperium, conquistando duas vezes o Campeonato de Duplas do NXT com o parceiro de Imperium, Ludwig Kaiser. Anteriormente, ele atuou no circuito independente, sendo uma vez campeão da Evolve e uma vez Campeão Mundial Peso-Pesado da NEW.

## Início de vida
Fabian Aichner nasceu em Falzes, Itália, em 21 de julho de 1990.

## Carreira na luta livre profissional

### Circuito independente (2011–2017)
Em 9 de dezembro de 2011, Aichner fez sua estreia sob o nome de ringue Adrian Severe em um evento da New European Championship Wrestling (NEW). Ele competiu na final do torneio pelo Campeonato Mundial Peso-Pesado da NEW em março de 2012, mas não venceu. Em 2 de fevereiro de 2013, ele conquistou o Campeonato Mundial Peso-Pesado da NEW ao derrotar Vicious Impact Power, mas perdeu o título de volta para Power em 2 de novembro. Em 2014, ele venceu o torneio King of the North. No final do ano, o Cagematch classificou-o em 5º lugar no Euro-Match des Jahres Cagematch Year End Awards. Após retornar ao circuito independente após sua participação no Cruiserweight Classic da WWE em 2016, ele venceu o torneio pelo Campeonato Mundial de Duplas da NEW com Mexx. Em 2017, competiu pela German Wrestling Federation (GWF) e pela Flemish Wrestling Force (FWF) da Bélgica.

### WWE

#### Desenvolvimento (2017–2022)

Imperium (Vinci, Gunther e Ludwig Kaiser) no Clash at the Castle em 2022.

Em junho de 2016, a WWE anunciou Aichner como um dos 32 participantes do torneio Cruiserweight Classic. Ele foi selecionado para representar a Itália no torneio e foi eliminado na primeira rodada pelo britânico Jack Gallagher. Em 5 de junho de 2017, foi anunciado que ele havia assinado um contrato com a WWE. Ele fez sua estreia na televisão em 27 de setembro no NXT, perdendo para Kassius Ohno. Enquanto ainda estava sob contrato com a WWE, fez uma aparição no Evolve 115 (que tem parceria com a WWE) e conquistou o Evolve Championship de Shane Strickland. No Evolve 116, defendeu com sucesso o título contra Kassius Ohno, mas perdeu para Austin Theory no Evolve 117.
Retornando à WWE em setembro, Aichner formou uma equipe com Marcel Barthel, competindo tanto no NXT quanto no NXT UK. Posteriormente, eles se juntaram a Walter e Alexander Wolfe para formar o time Imperium. Em 13 de maio de 2020, Barthel e Aichner derrotaram Matt Riddle e Timothy Thatcher (substituto de Pete Dunne) para ganhar o Campeonato de Duplas do NXT. Eles defenderam com sucesso contra equipes como Oney Lorcan e Danny Burch, Breezango (Tyler Breeze e Fandango e The Undisputed Era, mas perderam os títulos para Breezango no episódio de 26 de agosto de NXT, encerrando seu reinado em 105 dias. Eles falharam em recuperar os títulos em uma revanche no episódio de 16 de setembro de NXT. Em 26 de outubro de 2021, no Halloween Havoc, Barthel e Aichner conquistaram o campeonato pela segunda vez ao derrotar MSK, defendendo com sucesso seus títulos no WarGames contra Kyle O'Reilly e Von Wagner. No NXT Stand & Deliver em abril de 2022, Aichner e Barthel perderam os títulos de volta para MSK em uma luta triple threat também envolvendo os Creed Brothers, encerrando seu reinado em 158 dias. A última aparição de Aichner como membro do Imperium foi no episódio de 5 de abril de NXT, quando ele e Barthel foram derrotados pelo Creed Brothers, com Aichner abandonando Barthel. O Imperium posteriormente estreou na marca SmackDown.

#### Plantel principal e saída (2022–2025)
No episódio de 24 de maio do NXT, foram exibidas vinhetas promovendo a estreia do novo personagem de Aichner, um rico esnobe italiano chamado Giovanni Vinci, cujo bordão era "Veni, Vidi, Vinci". Ele reestreou no episódio de 14 de junho de NXT, derrotando Guru Raaj. Em 16 de agosto, no NXT: Heatwave, desafiou sem sucesso Carmelo Hayes pelo Campeonato Norte-Americano do NXT. Em 3 de setembro, no Clash at the Castle, ele se reintegrou ao Imperium com Walter (agora chamado Gunther) e Barthel (agora Ludwig Kaiser). O Imperium foi transferido para a marca do Raw no Draft da WWE de 2023.
No episódio de 22 de abril de 2024 do Raw, após Kaiser e Vinci perderem para The New Day, Kaiser atacou Vinci e o expulsou do Imperium. Uma semana depois, na Noite 2 do Draft da WWE de 2024, Vinci foi transferido para a marca SmackDown no draft suplementar. Em 9 de agosto de 2024, no episódio do SmackDown, foi exibida uma vinheta para o retorno de Vinci a divisão, revertendo ao seu personagem individual do NXT 2.0 de 2022. Vinci eventualmente lutou seu primeiro combate de retorno no último SmackDown na FOX, perdendo para Apollo Crews em menos de dez segundos. Duas semanas depois, Vinci perdeu novamente para Crews e atacou Crews após a luta, em sua última aparição no ar. Após meses de inatividade, em 8 de fevereiro de 2025, Aichner foi liberado da WWE, encerrando sua passagem de oito anos pela empresa, com a cláusula de não concorrência de 90 dias expirando em 8 de maio. Segundo Dave Meltzer, foi relatado que Aichner seria reformulado em um personagem de playboy rico antes de sua saída, mas isso nunca se concretizou.

## Outras mídias
Aichner é um personagem jogável no WWE 2K22, WWE 2K23 e WWE 2K24.

## Títulos e prêmios
- Championship of Wrestling
  - cOw Interstate Championship (1 vez)[31]
- Dansk Pro Wrestling
  - King Of The North Tournament (2014)[32]
- Evolve
  - Evolve Championship  (1 vez)[33]
- New European Championship Wrestling
  - NEW Hardcore Championship (1 vez)[34]
  - NEW World Heavyweight Championship (2 vezes)[35]
  - NEW World Tag Team Championship (1 vez) – com Mexx[36]
- Power of Wrestling
  - POW Tag Team Championship (1 vez) – com James Mason[37]
- Pro Wrestling Illustrated
  - PWI o colocou na #238ª posição dos 500 melhores lutadores individuais em 2020
- WWE
  - Campeonato de Duplas do NXT (2 vezes) – com Marcel Barthel[38]